# بستراپ (تگزاس)
بستراپ، تگزاس(به انگلیسی: Bastrop, Texas) شهری در ایالت تگزاس از ایالات جنوبی ایالات متحده آمریکا است. در سرشماری سال ۲۰۰۰، جمعیت این شهر ۵۳۴۰ نفر اعلام شد.

## جستارهای ویژه
- فهرست شهرهای تگزاس